# 黑头灯心草
黑头灯心草（学名：Juncus atratus）是灯心草科灯心草属的植物。分布在欧洲、格鲁吉亚、俄罗斯以及中国大陆的新疆等地，生长于海拔550米的地区，一般生长在湖边潮湿地，目前尚未由人工引种栽培。